# Luciano Oslé
Luciano Oslé y Sáenz de Medrano (Barcelona, 1880-ídem, 1951) fue un escultor español. Trabajó en colaboración con su hermano Miquel.

## Biografía
Hijo de Rafael Oslé Carbonell y Cándida Sáenz de Medrano Oñate, fue hermano del también escultor Miguel Oslé. se inició como aprendiz en la fundición Masriera i Campins, donde ya trabajaba su hermano Miquel, y donde coincidieron con Manolo Hugué. Asimismo, fueron discípulos de Josep Montserrat. Se enmarcaron dentro de un estilo realista de corte académico. Ambos fueron catedráticos de escultura en la Escuela de Bellas Artes de Barcelona.
Recibió numerosas distinciones por su obra: en la Exposición de Bellas Artes de Barcelona de 1896 obtuvo mención honorífica; en 1907, primera medalla en Barcelona con La Pobladora; en 1908, primera medalla en Madrid con Presos. Entre su obra conjunta destacan: 
- Monumento a la Exposición, Zaragoza (1909).
- Monumento a Fortuny,[3] Barcelona (1922).
- Monumento a Mosén Jacint Verdaguer, Barcelona (1924).
- Mausoleo de las Heroínas de Santa Bárbara, Gerona (1925).
- Fuente de la Plaza de España, Barcelona (1929).
- Trabajo y Sabiduría, Plaza de Cataluña, Barcelona (1929).
- Monumento a los Caídos en el Foso de Santa Helena del Castillo de Montjuic, Barcelona (1940).
- Escultura de la Virgen en la cúpula de la Basílica de la Merced, Barcelona (1945-1949).
- Placa de las bodas de oro del Fútbol Club Barcelona (1950).
- Capilla del Santísimo, Canet de Mar (1950).